# Großweismannsdorf

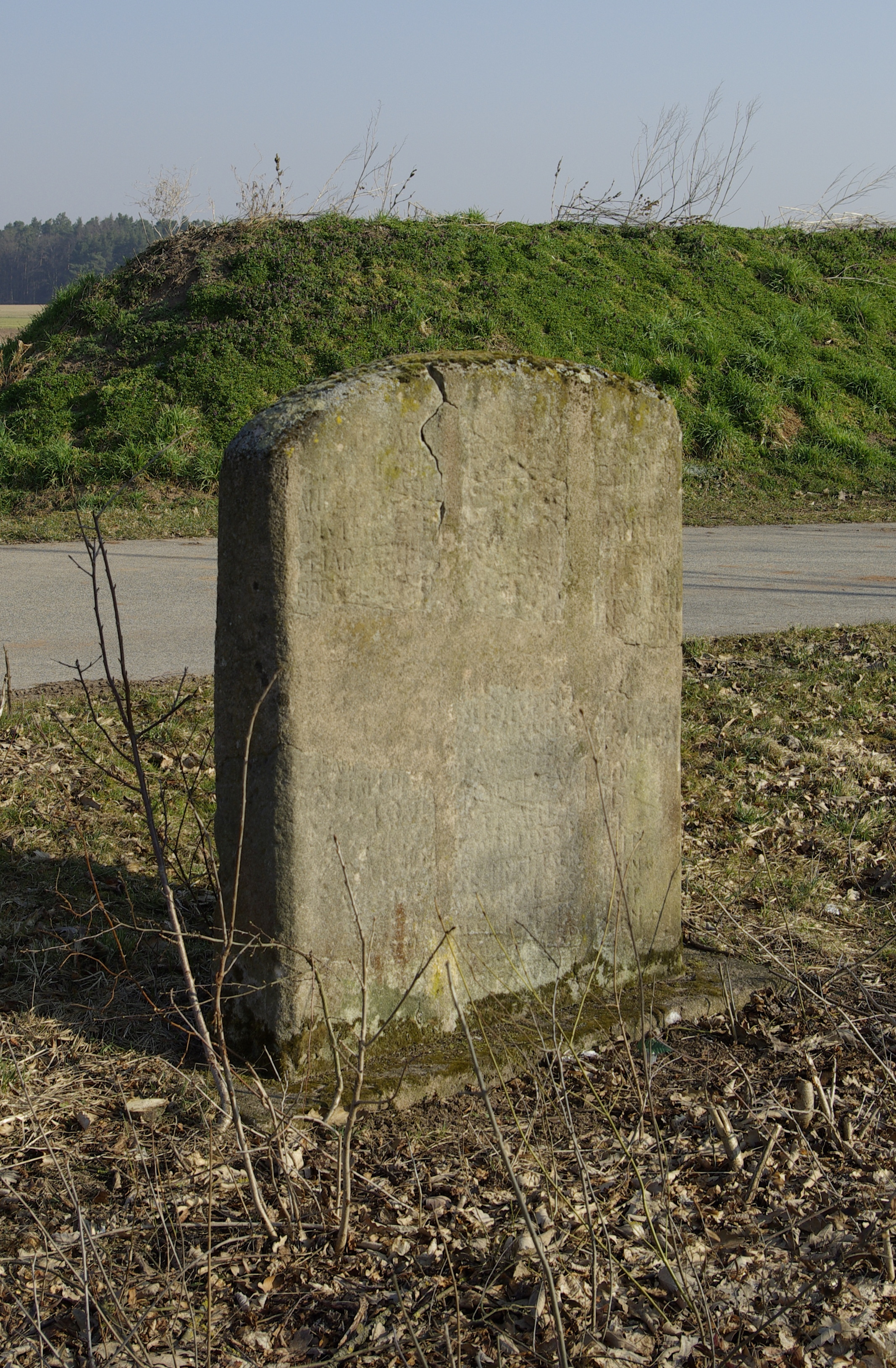
Gedenkstein

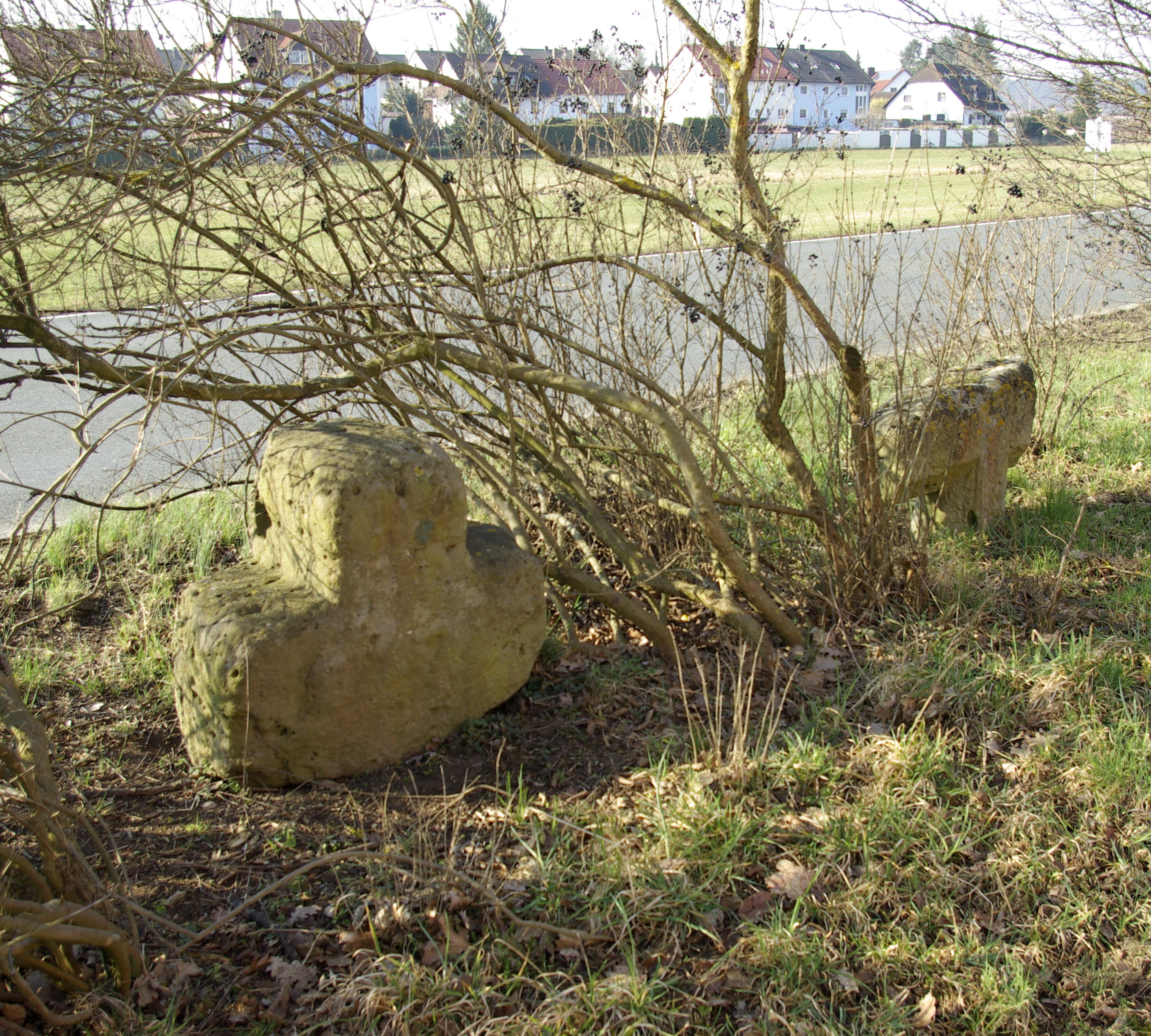
Steinkreuze

Großweismannsdorf (fränkisch: Waimeasch-doaf) ist ein Gemeindeteil des Marktes Roßtal im Landkreis Fürth (Mittelfranken, Bayern). Die Gemarkung Großweismannsdorf hat eine Fläche von 7,326 km². Sie ist in 1186 Flurstücke aufgeteilt, die eine durchschnittliche Fläche von 6177,11 m² haben. In ihr liegen neben dem namensgebenden Ort die Gemeindeteile Defersdorf und Kleinweismannsdorf.

## Geographie
Das Dorf bildet mit dem südwestlich gelegenen Kleinweismannsdorf eine geschlossene Siedlung. Durch diese fließt der Zwieselbach. Der Ort ist von Acker- und Grünland mit vereinzeltem Baumbestand umgeben. Im Westen wird die Flur Tränkäcker genannt, im Südwesten Bodenfeld, im Nordosten Steingaßfeld und im Osten Hochstraßfeld und Kühbuck. 0,5 km nördlich befindet sich das Waldgebiet Im Loch.
Die Bundesstraße 14 verläuft nach Buchschwabach (4,2 km südwestlich) bzw. an Gutzberg vorbei nach Stein (6,5 km nordöstlich). Die Staatsstraße 2409 führt nach Kleinweismannsdorf (0,4 km südlich). Die Kreisstraße FÜ 14 verläuft nach Sichersdorf (1,4 km nördlich). Eine Gemeindeverbindungsstraße führt nach Kastenreuth (1,5 km nordwestlich).

## Geschichte
In einem Schreiben des Papstes Innozenz IV. aus dem Jahre 1249 wurde dem Kloster Heilsbronn Besitz in „Wizmansdorf“ bestätigt. Dies ist zugleich die erste urkundliche Erwähnung. Das Bestimmungswort des Ortsnamens ist der Personenname Wizman.
Gegen Ende des 18. Jahrhunderts gab es in Großweismannsdorf 17 Anwesen. Das Hochgericht und die Dorf- und Gemeindeherrschaft übte das brandenburg-ansbachische Richteramt Roßtal aus. Grundherren waren das Kastenamt Cadolzburg (drei Höfe, fünf Güter, Schmiede, Schenkstatt, Hirtenhaus), die Reichsstadt Nürnberg: Schlüsselfelder-Stiftung (ein Gut), Spitalamt (ein Hof) und Nürnberger Eigenherren: von Grundherr (ein Gütlein, Wirtshaus), von Scheurl (ein Hof), von Volckamer (ein Gut). Im Jahre 1800 gab es im Ort 15 Anwesen, von denen zehn ansbachisch und fünf fremdherrisch waren.
Von 1797 bis 1808 unterstand der Ort dem Justiz- und Kammeramt Cadolzburg. Im Rahmen des Gemeindeedikts wurde 1808 der Steuerdistrikt Großweismannsdorf gebildet. Zu der I. Sektion gehörten Defersdorf und Kleinweismannsdorf, zu der II. Sektion gehörten Gutzberg, Loch, Oberbüchlein, Sichersdorf und Unterbüchlein. Im selben Jahr entstand die Ruralgemeinde Großweismannsdorf, die deckungsgleich mit der I. Sektion des Steuerdistrikts war. Sie war in Verwaltung und Gerichtsbarkeit dem Landgericht Cadolzburg zugeordnet und in der Finanzverwaltung dem Rentamt Cadolzburg (1919 in Finanzamt Cadolzburg umbenannt). 1 Anwesen unterstand in der freiwilligen Gerichtsbarkeit bis 1812 dem Patrimonialgericht von Volckamer, 2 Anwesen von 1823 bis 1835 dem Patrimonialgericht Boxdorf. Ab 1862 gehörte Großweismannsdorf zum Bezirksamt Fürth (1939 in Landkreis Fürth umbenannt). Die Gerichtsbarkeit blieb beim Landgericht Cadolzburg (1879 in Amtsgericht Cadolzburg umbenannt), seit 1931 ist das Amtsgericht Fürth zuständig. Die Finanzverwaltung wurde am 1. Januar 1929 vom Finanzamt Fürth übernommen. Die Gemeinde hatte 1964 eine Gebietsfläche von 7,360 km².
Im Rahmen der Gebietsreform in Bayern wurde Großweismannsdorf am 1. Mai 1978 nach Roßtal eingemeindet.

### Baudenkmäler
In Großweißmannsdorf gibt es fünf Baudenkmäler:
- Ansbacher Straße 29: Kleinbauernhaus
- Ansbacher Straße 30: zugehörige Fachwerkscheune
- Ansbacher Straße 34: Scheune
- Ansbacher Straße: zwei Steinkreuze
- Nähe B 14: Gedenkstein

### Bodendenkmäler
In der Gemarkung Großweißmannsdorf gibt es zwei Bodendenkmäler.

### Einwohnerentwicklung
Gemeinde Großweismannsdorf
| Jahr      | 1818   | 1840   | 1852   | 1855   | 1861   | 1867   | 1871   | 1875   | 1880   | 1885   | 1890   | 1895   | 1900   | 1905   | 1910   | 1919   | 1925   | 1933   | 1939   | 1946   | 1950   | 1952   | 1961   | 1970   |
| Einwohner | 229    | 313    | 332    | 319    | 319    | 317    | 322    | 309    | 362    | 344    | 335    | 292    | 314    | 318    | 326    | 362    | 377    | 372    | 358    | 620    | 638    | 600    | 557    | 626    |
| Häuser    | 45     | 49     |        |        |        |        | 56     |        |        | 59     | 57     |        | 56     |        |        |        | 65     |        |        |        | 100    |        | 93     |        |
| Quelle    | [ 18 ] | [ 19 ] | [ 20 ] | [ 20 ] | [ 21 ] | [ 22 ] | [ 23 ] | [ 24 ] | [ 25 ] | [ 26 ] | [ 27 ] | [ 20 ] | [ 28 ] | [ 20 ] | [ 29 ] | [ 20 ] | [ 30 ] | [ 20 ] | [ 20 ] | [ 20 ] | [ 31 ] | [ 20 ] | [ 13 ] | [ 32 ] |

Ort Großweismannsdorf
| Jahr      | 001818 | 001840 | 001861 | 001871 | 001885 | 001900 | 001925 | 001950 | 001961 | 001970 | 001987 | 001997 | 002007 | 002018 | 002023 |
| Einwohner | 129    | 167    | 147    | 147    | 142    | 120    | 194    | 328    | 321    | 301    | 421    | *588   | *590   | *533   | *518   |
| Häuser    | 20     | 22     |        |        | 24     | 23     | 35     | 37     | 55     |        | 106    |        |        |        |        |
| Quelle    | [ 18 ] | [ 19 ] | [ 21 ] | [ 23 ] | [ 26 ] | [ 28 ] | [ 30 ] | [ 31 ] | [ 13 ] | [ 32 ] | [ 33 ] | [ 1 ]  | [ 1 ]  | [ 1 ]  | [ 1 ]  |

## Religion
Der Ort ist seit der Reformation evangelisch-lutherisch geprägt und bis heute nach St. Laurentius gepfarrt. Die Einwohner römisch-katholischer Konfession sind nach Christkönig gepfarrt.